# Братское водохранилище
Бра́тское водохрани́лище — водоём в Иркутской области России, образованный на реке Ангаре в результате строительства Братской ГЭС, второе по объёму водохранилище мира. На берегах расположен город Братск, по которому оно и получило название. Высота над уровнем моря — 392—403 м.
Водоём широко используется для судоходства, рыболовства, сплава леса и водоснабжения. Отличается значительными рыбными ресурсами.

## Основные характеристики

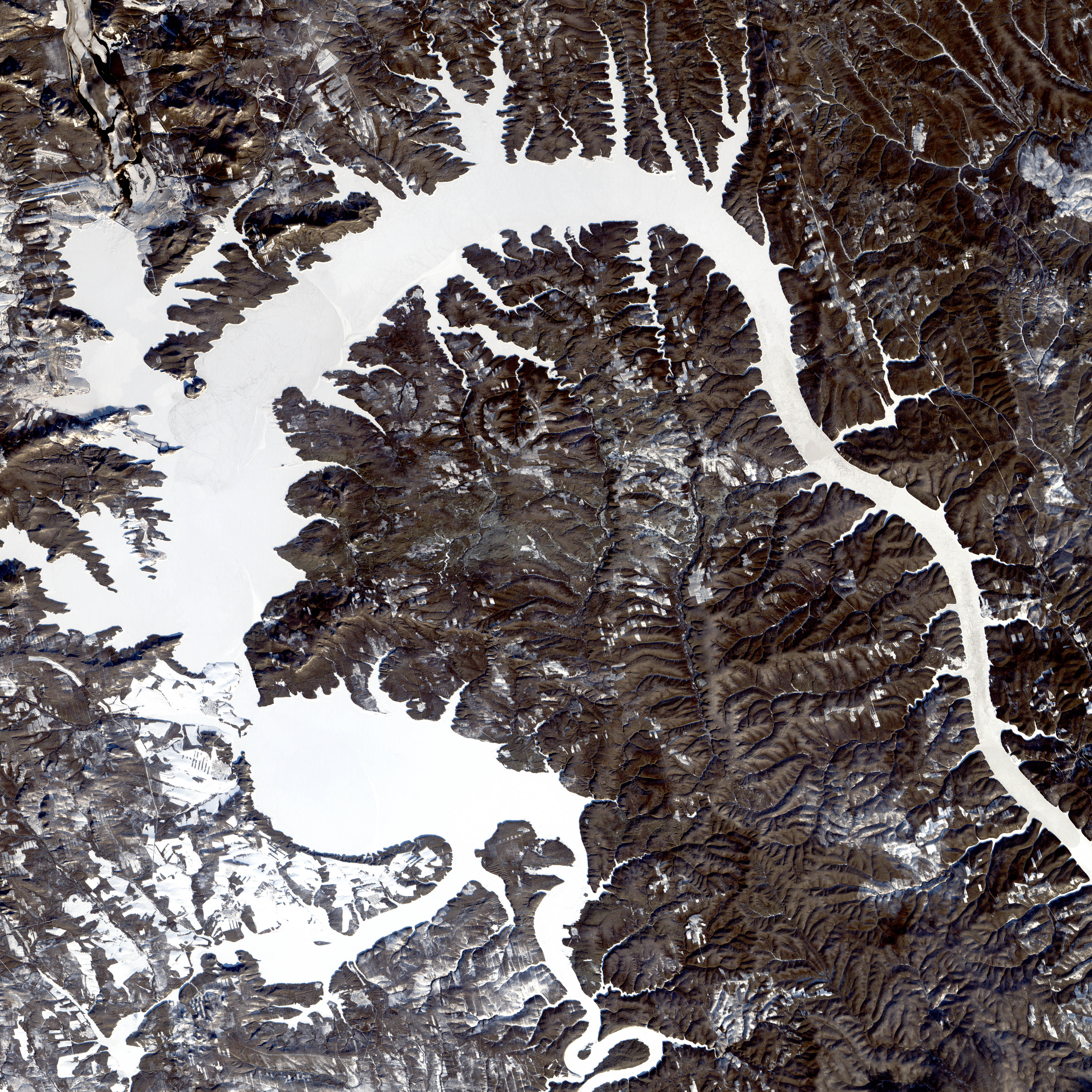
Спутниковый снимок. 19.12.1999 г

Плотина на Братской ГЭС была построена в 1961 году, заполнение водохранилища закончилось в 1967 году. Площадь водной поверхности колеблется от 5426 км² до 5470 км², а объём достигает 169 км³. Полезный объём водохранилища составляет 35,41 км³, средняя глубина — 31 м, максимальная глубина — 101 м, изменение уровня при сработке от НПУ — 7,08 м.
Береговая линия длиной около 7400 км сильно изрезана, в месте впадения крупных рек — Ангары, Оки, Ии и других — образовались длинные заливы. Ширина водохранилища до 25 км, колебания уровня воды достигают 10 м.